# Isa Boletini
Isa Boletini (Boletin, 15 gennaio 1864 – Podgorica, 24 gennaio 1916) è stato un militare e politico albanese.
Noto in particolare come figura del nazionalismo albanese e comandante della guerriglia d'inizio Novecento, Isa nacque nel villaggio di Boletin presso Mitrovica (Kosovo) allora nell'Impero ottomano. Egli fu un combattente libero per l'Albania e divenne la figura chiave della resistenza albanese contro l'Impero ottomano prima e la Serbia-Montenegro successivamente.

## Biografia

### I primi anni
Durante la fine del XIX secolo, Boletini era membro del movimento albanese che sognava l'unificazione dei quattro vilayet (province) ottomani (Kosovo, Scutari, Manastir e Giannina) in un unico Stato indipendente, l'Albania appunto. Dopo aver formato la Lega di Prizren, egli prese parte ancora giovanissimo alla Battaglia di Slivova contro le forze turche il 22 aprile 1881. Nel 1902, Boletini venne nominato capo del personale della "guardia albanese" del sultano Abdul Hamid II ad Istanbul, dove egli trascorse i successivi quattro anni guadagnandosi il titolo di "bey". Egli fu deputato del Kosovo nell'Assemblea ottomana tra il 1908-1912. Egli rimase leale al sultano e nel 1909 iniziò a fornire il suo supporto ai Giovani Turchi.
Il 15 maggio 1909, i Giovani turchi, continuando la loro politica di riforma e negazione dei diritti nazionali albanesi, inviarono una spedizione militare in Kosovo per fermare la crescita delle ostilità al governo e rompere la resistenza dei contadini locali, i quali si rifiutavano di pagare le tasse che Istanbul aveva introdotto. Cavid Pasha, il nuovo comandante della divisione a Mitrovica, ottenne l'ordine di portare a termine una serie di riforme contro il popolo delle montagne albanesi. Di fronte a queste disparità palesi Isa Boletini, che da sempre era stato nelle grazie del sultano, ed altri capi locali provenienti da Peja e da Gjakova attaccarono l'esercito turco con 7.000 uomini. Boletini ed i suoi uomini opposero fiera resistenza al nemico che però iniziò a bombardare molti villaggi dell'area e ben presto ebbe la meglio. Dopo la fuga di Boletini, le truppe turche bruciarono la sua casa in segno di rappresaglia.

### Sommossa e indipendenza
Durante le rivolte popolari contro l'Impero ottomano nel 1912 che coinvolsero tutte le terre albanesi, molti patrioti del luogo tentarono di formare uno Stato indipendente.

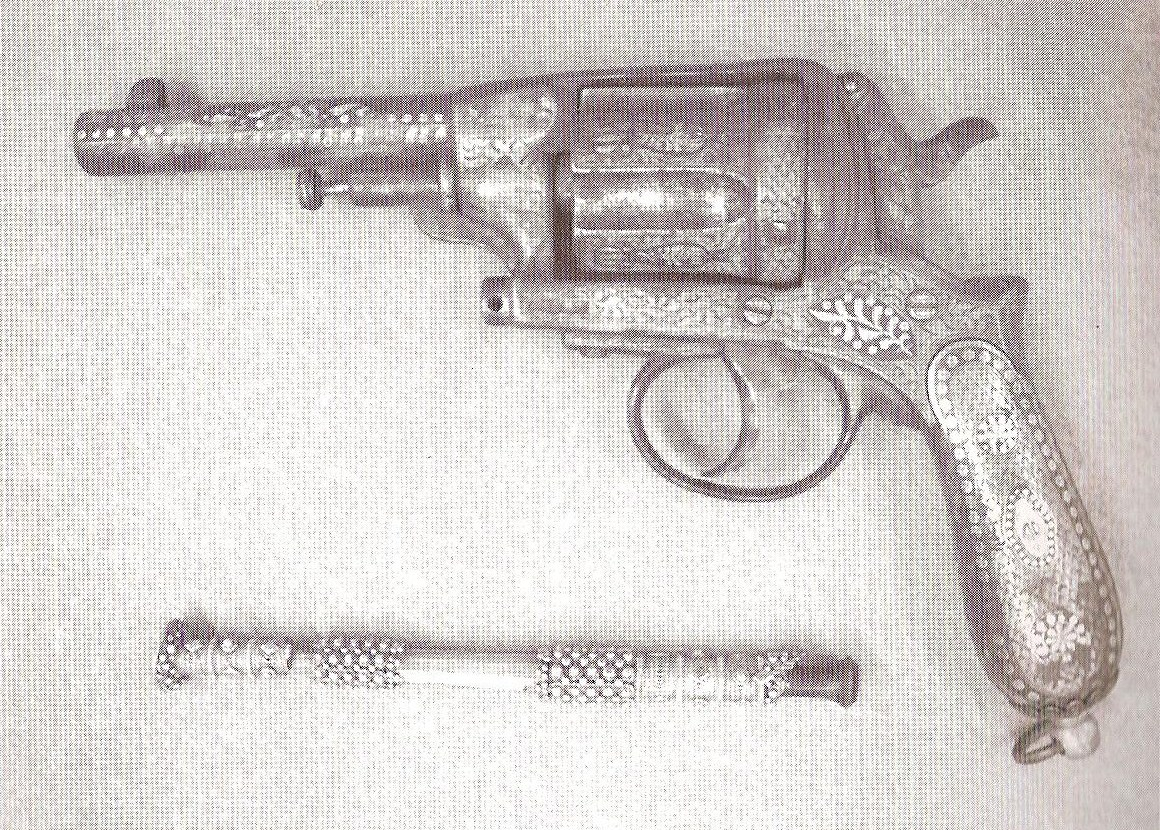
Revolver di Isa Boletini

Il 18 agosto 1912, il governo turco di Istanbul annunciò la sua risposta ai capi della ribellione albanese dicendosi disposto ad accogliere parte delle loro richieste. Gli albanesi avrebbero ricevuto una serie di diritti in campo economico, politico, amministrativo e culturale, ma non avrebbero assolutamente avuto un'autonomia formale. Un incontro coi capi della rivolta ebbe luogo a Uskub, dove questi informarono i turchi che l'accordo veniva ufficialmente accettato e che loro stessi si sarebbero impegnati per fare il possibile per persuadere i più radicali ad accettare i termini del contratto che venne siglato in quell'occasione; Isa Boletini si trovava ora in una posizione pacificata e poté tornare nel proprio distretto, nel villaggio di Boletin, in Kosovo, abbandonando ulteriori pretese nazionaliste.
Il 4 settembre 1912, il governo turco notificò di aver accettato l'accordo albanese ad eccezione del servizio militare regionale. Dopo quattro anni di sporadici combattimenti, gli albanesi riuscirono così a formare un abbozzo di stato virtualmente indipendente.
La Società della Mano Nera, un'organizzazione nazionalista serba, stimolò ed incoraggiò gli albanesi del Kosovo in una rivolta locale, promettendo loro aiuto. Il capo del movimento della Mano Nera, il colonnello Dragutin Dimitrijević Apis, uno dei maggiori cospiratori della sua epoca, si recò in visita in Albania diverse volte di modo da tenersi in contatto coi capi della rivolta albanese, in particolare con Isa Boletini. Dimitrijevic ed i suoi uomini, molti dei quali erano di origini albanesi, commisero diversi omicidi politici. Per diverso tempo Isa Boletini ed altri capi albanesi esitarono ad unirsi a figure come quelle della Mano Nera, avendo il sospetto che questi stessero loro preparando una trappola. Ad ogni modo Dimitrijevic riuscì infine a guadagnarsi l'alleanza di Boletini dopo aver dichiarato però ufficialmente che l'unico desiderio dei serbi era quello di liberare l'Albania dal giogo turco in quanto da questa operazione ne avrebbero beneficiato comunemente sia serbi che albanesi.
Purtroppo la situazione era tutt'altro che favorevole in quanto i serbi, alleati coi montenegrini, erano lontani dall'idea di mantenere la loro promessa e molti albanesi, incastrati dalla mancanza di munizioni ed armi promesse, vennero uccisi.

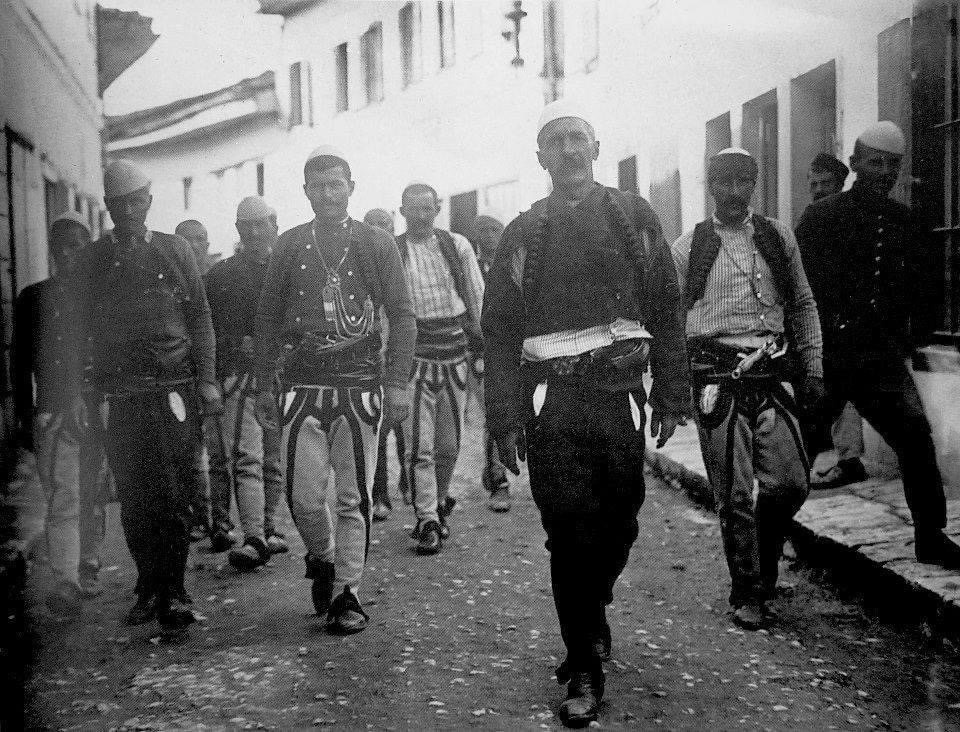
Isa Boletini nella città di Valona (1912)

Il 28 novembre 1912 a Valona (nel 469º anniversario della liberazione di Croia ad opera di Skanderbeg, che aveva inventato la bandiera albanese) l'Assemblea Nazionale Albanese creò lo Stato indipendente di Albania. Il tempo non permise a Ismail Qemali di attendere Isa Boletini ed altri albanesi provenienti dalla provincia del Kosovo e subito dovette procedere alla dichiarazione d'indipendenza nazionale. L'élite albanese del sud del paese voleva evitare che Boletini divenisse una figura politica chiave e preferirono dirottarlo su questioni prettamente militari.
Isa Boletini contribuì alla protezione del governo di Valona, mentre successivamente egli divenne parte della delegazione albanese al Trattato di Londra (1913) assieme a Ismail Qemali, capo di stato albanese. La delegazione albanese era intenzionata ad annettere il Kosovo entro i confini del nuovo Stato albanese, ma le Grandi Potenze concessero all'Albania solo un terzo del territorio che gli aspettava.

### Le guerre balcaniche
Il 13 agosto 1913 scoppiarono delle ostilità sul confine serbo-albanese. Una banda di tenaci combattenti albanesi al comando di Isa Boletini, ora ministro della guerra del governo provvisorio d'Albania, 

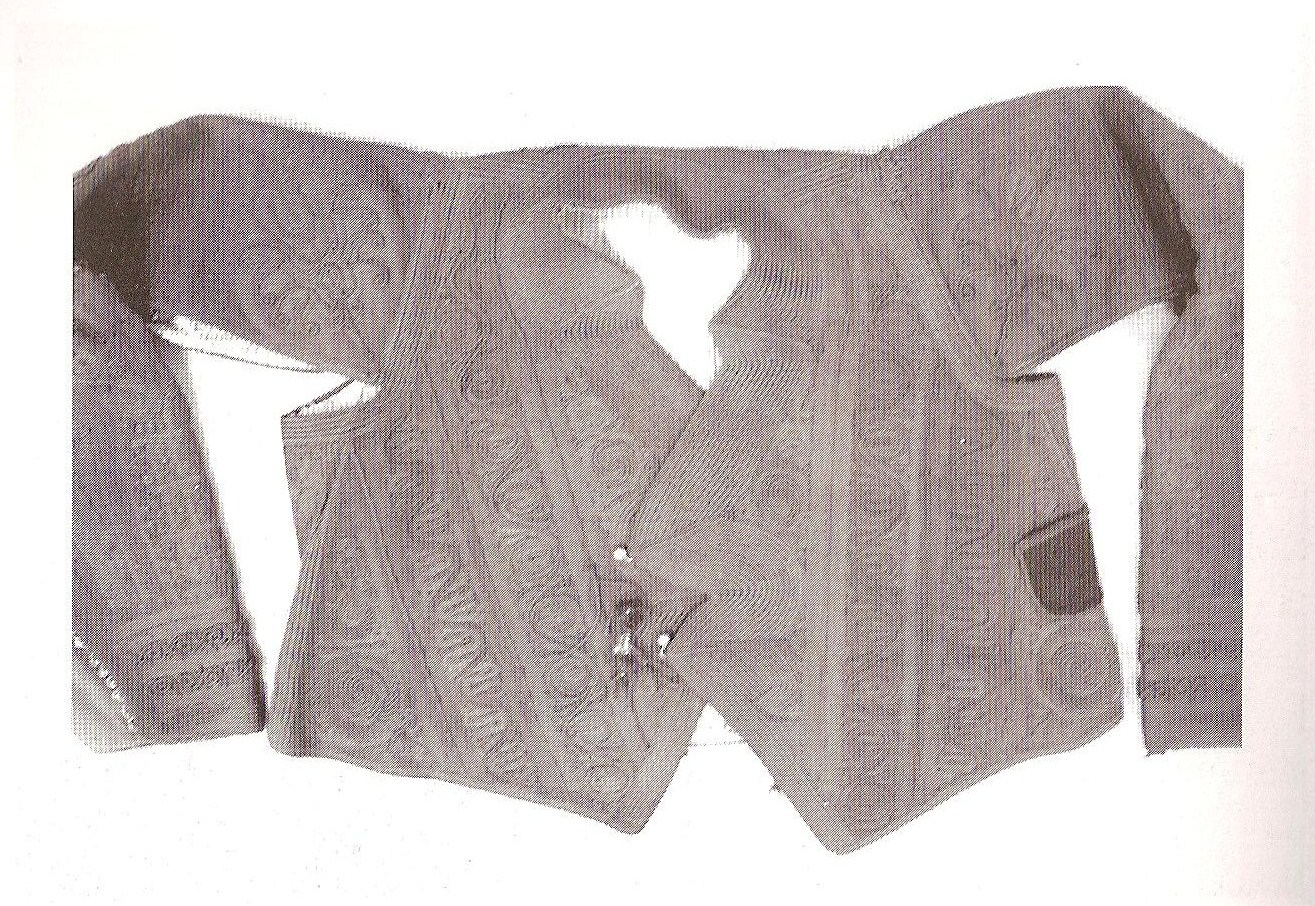
lo xhamadan di Isa Boletini

riuscì ad oltrepassare la frontiera ed a catturare la città di Debar distruggendo la piccola guarnigione serba in loco, ma dovette poi ritirarsi per le gravi perdite subite.
Il 23 settembre 1913, l'insoddisfazione della popolazione albanese nel trovarsi asservita dall'Albania e sottoposta al governo serbo portò ad una rivolta nella Macedonia occidentale guidata da patrioti albanesi che si erano rifiutati di accettare le decisioni della Conferenza degli Ambasciatori circa i confini del nuovo Stato. Il governo albanese organizzò una resistenza armata per riprendere le aree perdute e 6.000 soldati vennero posti sotto il comando di Isa Boletini, sempre ministro della guerra, attraversando la frontiera. Dopo un breve combattimento con le forze serbe, gli albanesi ripresero Debar per poi marciare, al fianco di una banda di bulgari al comando di Petar Chaoulev, in direzione di Ohrid. Dopo alcuni giorni le truppe albanesi conquistarono Gostivar, Struga ed Ohrid espellendone le truppe locali. A Ohrid venne installata la sede del governo locale albanese.

### La rivolta contadina
Durante la rivolta, Isa Boletini e le sue truppe difesero il principe Guglielmo di Wied. Quando la Rivolta contadina in Albania si deteriorò nel giugno del 1914, Isa Boletini ed i suoi uomini, provenienti in gran parte dal Kosovo, aderirono alla Gendarmeria Internazionale nella sua lotta contro i ribelli.

### La Prima guerra mondiale
Durante la prima guerra mondiale, Boletini venne coinvolto nella guerriglia del movimento Kaçak contro la Serbia.
Il 24 gennaio 1916, venne riportato che durante i negoziati tra Albania e Montenegro, Isa Boletini venne ucciso mentre si trovava prigioniero dei montenegrini a Podgorica, dove era stato portato con tutta la sua famiglia. I montenegrini provocarono dei combattimenti in paese anche a causa della sua detenzione e durante gli scontri Isa venne ucciso, dopo aver ucciso a sua volta otto uomini.